# Rastovac (Marina)
Za nastanak imena Rastovac nalazimo u literaturi stajalište i zaključak kako je ime nastalo od imenice hrâst.
Zasigurno je na tom području bilo mnogo hrastova i hrastove šume, po kojoj je selo moglo dobiti ime.
Međutim, moguće je da je ime Rastovac nastalo od starohrvatske riječi raz - što znači najniži, zaravnjeni dio nekoga podrucja, to jest udolina.
Rastovac je naselje u sastavu Općine Marina, u Splitsko-dalmatinskoj županiji.

## Povijest
Prema povijesnim izvorima na ovim područjima su živjeli drevni Iliri i to otprilike 4000. – 750. godine prije Krista. Bili su vrsni graditelji u kamenu. Izrađivali su oružja i oruđa od bakra, bronce, a nešto kasnije i od željeza. Gradili su utvrde na brdima i uzvisinama te su tako nadzirali svoj teritorij od upada neprijatelja. Ono što znamo o njima jest da su štovali kult boga Sunca i Mjeseca te su gradili okrugle kamene gomile. U njih su pokapali svoje mrtve te su na pogrebima izvodili šamanske obrede. Bavili su se poljoprivredom, stočarstvom i vinarstvom. Nisu koristili pismo. Etnomuzikolozi govore da je ojkavica drevna vrsta pjevanja koja seže iz doba Ilira i da je stara par tisuća godina.Iliri su koristili peku za pripremu hrane na isti način kao i mi danas.
Brdo Bobovac je vrlo vjerojatno koristilo Ilirima kao utvrda i nadzorno mjesto. Njegov strateški položaj dominira Rastovačkom kotlinom te im je zasigurno bilo iznimno važno. Interesantni su veliki prirodni oblikovani kameni zidovi veći od 3 metra koji se nalaze s pod Bobovačke stane, a i ucrtani su u današnje katastarske i vojne karte. Na vrhu brda Kosmač je pronađen porušeni Ilirski tumul te keramika tipa Lamboglia 2 i dolia koja potvrđuje da se na području današnjeg Rastovca živjelo i prije par tisuća godina.
Na početcima Nove ere, sa zapadne strane Jadrana, raste Rimsko Carstvo. Da bi još više ojačalo, potrebno im je osvojiti naše teritorije. To im teškom mukom uspijeva te nakon toga koriste Ilire kao svoje vojnike i podanike, a današnje područje Dalmacije postaje Rimska provincija.
Rimski putopisac Plinije Stariji par godina nakon smrti Isusa Krista prolazi ovim krajevima i opisuje područje od Skradina do rta Ploče (između Ražnja i Kanice) te navodi da se na današnjem području Rastovca nalazilo delmatsko pleme Tarioti.Od Grebaštice do Trogira bilo je 15-ak manjih gradova/utvrda te opisuje njihovo glavno središte, Tarionu, koju arheolozi i dan danas traže, a po svim opisima bi mogla biti i na Bobovcu. Početkom 2004. godine braća Maks i Ante Ugrina su pozvala povjesničare iz Trogira te im pokazali rimski natpis na brdu Bljušćevica koji po procjeni stručnjaka datira oko 20. godine poslije Krista.To vrijedno arheološko otkriće potvrđuje Plinijev zapis da je tariotska granica zaista bila na Bljušćevici. Gdje se nalazila Tariona možda nikad nećemo saznati.
Padom Rimskog Carstva na ove prostore nadiru barbarska plemena, a među njima su i Hrvati koji dolaze u 7. stoljeću i nazivaju selo slavenskim imenom – Rastovac.
U neposrednoj blizini sela se nalaze Drid pokraj Marine i Mitlo koji spadaju u prve starohrvatske županije iz 10. i 13. stoljeća.
Malo je poznato što se zbivalo u selu od dolaska Hrvata pa sve do 1570. godine ali ono što zasigurno znamo jest da se zbog stalnog ratovanja nije mnogo obrađivala zemlja. Ljudi su imali ovce i koze i pri dolasku neprijatelja brzo su mogli pobjeći. Sa sobom bi odnijeti i svoje „blago“.
U knjizi Ivana Mužića „Vlasi u starijoj hrvatskoj histografiji“ na stranici 111. nalazimo interesantan podatak o Vlasima,stočarskom narodu koji 1570. godine mole austrijskoj nadvojvodu Karla da im vrati njihove posjede u Rastovcu te da će mu oni redovito plaćati porez. Njihova imena su: Milan Novaković, Grgur Stipanović, Jadre Ivanić, Petar Bitešić, Lovre Ivanović, Bartul i Lovre Pavković te Ivan Vuković.
Za pretpostaviti je da je Rastovac više puta naseljen i raseljen različitim ljudima zbog stalne najezde Turaka s kopna, a Mlečana s mora. U prilog tome idu predjeli sela koji se danas nazivaju Dračeva selina, Razorine i Grebište. Sve to asocira na nešto razoreno i opustošeno pa je vjerojatno po tome i dobilo naziv.
Tijekom Kandijskog rata između Mlečana i Turaka 1657. godine izvori navode da je na području današnje Marine i okolnih sela kraj obilovao stokom i hranom. Bosanski
paša Seid Ahmet je više puta pokušavao osvojiti Split ali mu to nikada nije uspjelo. Povukao se sa svojom vojskom na područje Bosiljne (današnje Marine) koja nije imala nikakvu zaštitu od Mletačke strane te je napao s nadbrojnom vojskom, konjicom i topništvom. Bitka između lokalnog stanovništva na čelu sa zapovjednikom Jakovom Jerkovićem i nemilosrdnim Turcima okončana je nakon tjedan dana. Gotovo cijelo stanovništvo je pobijeno, a ono malo preživjelih je zarobljeno te odvedeno u Bosnu kao roblje.
Nakon pada Osmanskog carstva opet se naseljavaju napuštena i opljačkana sela s novim, a možda i starim žiteljima. Usmena predaja kaže da u Rastovac dolazi baba Ugrinka sa svoja tri sina te se nastaniše na području današnjih Lastava. Velika većina Rastovčana se preziva Ugrina. Znanstveni članak "Živalj Bosiljne – Marine od godine 1583. do 1800." nam ukazuje da se prezime Ugrina u crkvenim knjigama prvi puta spominje 1720. godine i to kao Ugričić, Ugrinović, Ugricin i Ugrina. Tih je godina zabilježeno 36 obitelji tog prezimena. Iz istog članka nalazimo zanimljivu činjenicu, prema autorici, Ugrina je zapravo nadimak koji je nakon nekog vremena postao prezime, a zapravo dolazi iz prezimena Radić?!
Na sljedećoj web stranici možete pogledati kako je Rastovac izgledao 1830. godine, gdje su bile i ostale naše stare kuće te koliko se vinograda obrađivalo.
austro ugarski katastar - Rastovac 1830.
Na starim kamenim kućama još uvijek stoje uklesane godine izgradnje.Međutim, ako usporedimo austro-ugarski katastar iz 1830 na postojećoj web stranici, u selu Rastovcu su postojale kuće na istom mjestu i prije uklesane godine izgranje!
Od 1860. do 1880., za vladavine Austro-Ugarske monarhije u selu najvjerojatnije zbog kuge i gladi dolazi do naglog pada stanovništva.
1861. godine je izgrađena crkva Gospe od Zdravlja na Bobovcu. Mještani je zovu i Gospom od Milosti. Nema podataka kada su izgrađene kapelice Sv. Ivana kraj balotaškog igrališta i Sv. Ante pod Bobovcom (uzidanu u kuću Ante Ugrine Kaiša) ali je vidljivo iz starog katastra da ih prije 1830. nije bilo. Ni na Bobovcu prije nije bilo crkve pa je moguće da su se stari ukapali u susjednom selu Mitlu, čija crkva potječe iz 1406. godine. Usmena predaja kaže, a i grob iza kapelice Sv. Ivana potvrđuje, da tu počiva mladić iz sela koji je naglo obolio od tada strašne i nepoznate bolesti te preminuo. Mještani ga od straha nisu htjeli ukopati na Bobovac.
Interesantna činjenica jest da je ime Bobovac novijeg doba,na katastarskim kartama iz 1830. godine tog naziva nema. Spominju se samo Kapine. Ako upišete ime Bobovac na internetu dobit ćete informaciju da je to kraljevski grad u Bosni, nedaleko od Vareša, koji je podigao Stjepan II Kotromanić u 14. stoljeću.
Od pada Austro-Ugarske pa sve do početka 2.svjetskog rata Rastovčani su marljivo obrađivali zemlju,plaćali poreze i služili vojske.
Početkom 2.svjetskog rata Rastovčani pristupaju partizanskom pokretu. U travnju 1943. godine pogubljeni su glavar Joko Ugrina i Jozo Vuleta Ugrina od svojih partizanskih sumještana te su optuženi za podupiranje Hrvatske seljačke stranke te da usko surađuju s fratrima iz Blizne i Bristivice koji su proglašeni ustašama. Prema usmenoj predaji starijih stanovnika selo je bilo zapaljeno od strane talijanskih okupatora. Teška glad je morila tadašnje žitelje marinske Zagore. U izvještaju partizanskog komesara Ivana Lučina iz 25. siječnja 1945. piše da su seljani preklinjali partizane da ih ubiju kada već od gladi ne mogu živjeti.
Iza rata u Rastovac dolazi struja i asfaltni put do pod Bobovac. Izgrađene su osnovna škola i čitaonica koja ima zadaću promicanja socialističke ideologije. Stanovnici sela žude za spajanjem ceste od Bobovca do Gustirne i spajanja na vodovodnu mrežu.
Početkom 1990. stvara se Hrvatska država. Ubrzo dolazi Domovinski rat i svi vojno sposobni odlaze na bojište. Na svu sreću, nitko iz sela nije bio ranjen niti poginuo.
2002. godine obnavlja se crkva Gospe od Zdravlja na Bobovcu. Uz pomoć mještana, Hrvatske vojske i župnika fra Ferde Jukića završen je asfaltni put do groblja.
2003. godine selo dobiva asfaltnu cestu do Gustirne i s time prestaje biti slijepo crijevo marinske Zagore.
2013. godine selo je spojeno na vodovodnu mrežu.
2018. godine dovršeno je počivalište na groblju Bobovac
Današnji stanovnici Rastovca se bave poljoprivredom, maslinarstvom, vinogradarstvom i vinarstvom. Najraširenija sorta loze je Babić, a masline Oblica.

## Stanovništvo
Prema popisu iz 2011. naselje je imalo 89 stanovnika.
| broj stanovnika | 131   |       | 61    | 152   | 174   | 175   | 169   | 205   | 258   | 282   | 265   | 256   | 191   | 135   | 115   | 89    | 87    |
|                 | 1857. | 1869. | 1880. | 1890. | 1900. | 1910. | 1921. | 1931. | 1948. | 1953. | 1961. | 1971. | 1981. | 1991. | 2001. | 2011. | 2021. |

Iz priloženog grafa da se utvrditi da 1869. godine u Rastovcu nije bilo stanovnika, što nije točno. Te je godine broj stanovnika sela dodan popisu stanovništva Sapinim Docima u današnjoj općini Rogoznica.
Zbog čega je to učinjeno teško je znati, međutim po pričama starijeg stanovništa, otprilike tih godina selom su kuga i glad zavladali te su rijetki ostali živi. Popis stanovništva iz 1880. godine pokazuje najmanji broj stanovnika ikad, što potkrepljuje moguću tezu o prisutnosti kuge u selu tih godina.

## Poznate osobe
Kristijan Ugrina (Zagreb, 21. kolovoza 1972.), Hrvatska, hrvatski kazališni, televizijski i filmski glumac

## Kultura
KUD “Andrija Matijaš – Pauk” Rastovac - pučki pjevači ojkalice

## Događaji
Svetkovina Gospe od Zdravlja/Milosti na Bobovcu - 24. rujna
auto utrke Rastovac - Blizna Donja - 15. studenog

## Znamenitosti
- Rimski termicijski natpis s brda Bljušćevice uklesan vjerojatno nakon 20. godine poslije Krista

- Crkva Gospe od Zdravlja na Bobovcu iz 1861.

- kapelica sv. Ivana

- kapelica sv. Ante pod Bobovcom

## Sport i rekreacija
- Balotaško igralište

- Lov

## Udaljenosti i prosječno trajanje vožnje
- Rastovac - Split,             47 km, 50 min.
- Rastovac - Marina,            7.4 km, 9 min.
- Rastovac - Trogir,            21 km, 28 min.
- Rastovac - Zračna luka Split, 27 km, 30 min.
- Rastovac - Rogoznica,         20 km, 20 min.
- Rastovac - Primošten,         17 km, 23 min.
- Rastovac - Šibenik,           35 km, 44 min.
- Rastovac - Blizna Donja,      4.6 km, 8 min.
- Rastovac - Zagreb,            387 km, 3 sata 49 min.

## Autobusne linije
Arhivirana inačica izvorne stranice od 21. travnja 2018. (Wayback Machine) Promet Split d.o.o Trogir - Vinovac, broj 52